# 土橋優貴
土橋 優貴（つちはし ゆうき、1980年1月16日 - ）は、徳島県阿南市出身の元女子サッカー選手である。ポジションはディフェンダーおよびミッドフィールダー。

## 経歴
小学2年次、父親の影響でサッカーを始める。小学生時代は父親がコーチを務める少年サッカークラブ、FCソシオスでプレーした。小学5年次、徳島県内の少年サッカークラブでプレーする女子選手の選抜チーム、ソシオス・アミーゴに選出され、高校時代まで在籍した。徳島県立富岡東高等学校在学中は校内の陸上部にも所属し、高校3年次には100メートルハードル競争で全国高等学校総合体育大会陸上競技に出場した。
1998年に大阪体育大学に入学して女子サッカー部に入部。在学中全日本大学女子サッカー選手権大会に出場し、うち3年次に出場した2000年度大会では大会優勝を経験した。大学4年次には日本代表に選出され、韓国遠征やアメリカ遠征を経験した他、2001 AFC女子選手権に出場し、韓国戦に途中出場した。
卒業後田崎真珠に入社して同社のサッカー部田崎ペルーレFCに入部。主として右サイドハーフとしてプレーし、日本女子サッカーリーグ優勝や全日本女子サッカー選手権大会優勝を経験した。また国民体育大会兵庫県選抜チームに選出され、2002年･2003年と2年連続で優勝を経験した。
2005年度シーズン終了後にTASAKIを退団。結婚のために長野県に移り、2006年度は大原学園JaSRA女子サッカークラブでプレーした。大原学園では同クラブの1部リーグ昇格に貢献した他、国体長野県選抜チームに選出され、国民体育大会北信越地区ブロック大会に出場した。
2007年には浦和レッドダイヤモンズ・レディースに移籍。主として右サイドバックとしてプレーし、リーグ優勝や全日本選手権優勝を経験した。
2012年度シーズン終了後、同シーズン限りで現役を引退した。

## 個人成績
| 国内大会個人成績 | 国内大会個人成績 | 国内大会個人成績 | 国内大会個人成績 | 国内大会個人成績 | 国内大会個人成績 | 国内大会個人成績 | 国内大会個人成績 | 国内大会個人成績 | 国内大会個人成績 | 国内大会個人成績 | 国内大会個人成績 |
| 年度             | クラブ           | 背番号           | リーグ           | リーグ戦         | リーグ戦         | リーグ杯         | リーグ杯         | オープン杯       | オープン杯       | 期間通算         | 期間通算         |
| 年度             | クラブ           | 背番号           | リーグ           | 出場             | 得点             | 出場             | 得点             | 出場             | 得点             | 出場             | 得点             |
| 日本             | 日本             | 日本             | 日本             | リーグ戦         | リーグ戦         | リーグ杯         | リーグ杯         | 皇后杯           | 皇后杯           | 期間通算         | 期間通算         |
| ---------------- | ---------------- | ---------------- | ---------------- | ---------------- | ---------------- | ---------------- | ---------------- | ---------------- | ---------------- | ---------------- | ---------------- |
| 2002             | TASAKI           | 14               | L・リーグ        |                  |                  | -                | -                |                  |                  |                  |                  |
| 2003             | TASAKI           | 14               | L・リーグ        |                  |                  | -                | -                | 4                | 0                |                  |                  |
| 2004             | TASAKI           | 14               | L・リーグ1部     | 14               | 2                | -                | -                | 3                | 1                | 17               | 3                |
| 2005             | TASAKI           | 14               | L・リーグ1部     | 17               | 5                | -                | -                | 5                | 1                | 22               | 6                |
| 2006             | 大原学園         | 17               | なでしこ Div.2   | 21               | 6                | -                | -                | 3                | 0                | 24               | 6                |
| 2007             | 浦和L            | 22               | なでしこ Div.1   | 21               | 0                | 5                | 1                | 3                | 1                | 29               | 2                |
| 2008             | 浦和L            | 22               | なでしこ Div.1   | 21               | 2                | -                | -                | 2                | 0                | 23               | 2                |
| 2009             | 浦和L            | 2                | なでしこ Div.1   | 21               | 3                | -                | -                | 4                | 0                | 25               | 3                |
| 2010             | 浦和L            | 2                | なでしこ         | 17               | 0                | 6                | 1                | 4                | 0                | 27               | 1                |
| 2011             | 浦和L            | 2                | なでしこ         | 16               | 0                | -                | -                | 2                | 0                | 18               | 0                |
| 2012             | 浦和L            | 2                | なでしこ         | 17               | 0                | 4                | 0                | 3                | 2                | 24               | 2                |
| 通算             | 日本             | 日本             | 1部              | 174              | 14               | 15               | 2                |                  |                  |                  |                  |
| 通算             | 日本             | 日本             | 2部              | 21               | 6                | -                | -                | 3                | 0                | 24               | 6                |
| 総通算           | 総通算           | 総通算           | 総通算           | 195              | 20               | 15               | 2                |                  |                  |                  |                  |

### タイトル

#### 所属クラブ
- 大阪体育大学女子サッカー部
  - 全日本大学女子サッカー選手権大会: 1回 (2000年)

- 田崎ペルーレFC / TASAKIペルーレFC
  - 日本女子サッカーリーグ: 1回 (2003)
  - 皇后杯全日本女子サッカー選手権大会: 2回 (2003, 2004)

- 浦和レッドダイヤモンズ・レディース
  - 日本女子サッカーリーグ: 1回 (2009)

#### 個人
- 国民体育大会: 3回 (2002, 2003/兵庫県、2009/埼玉県)

### 選出歴等
- 全国高等学校総合体育大会徳島県代表 (1997, 100メートルハードル競争)
- サッカー日本女子代表 (2002)
- 国民体育大会兵庫県選抜 (2001-2005)、長野県選抜 (2006)、埼玉県選抜 (2007-)
- なでしこリーグオールスター出場選手 (2008, 2009)
- 日本女子サッカーリーグベストイレヴン: 1回 (2009)

## 代表歴

### 試合数
| 日本代表 | 国際Aマッチ | 国際Aマッチ |
| 年       | 出場        | 得点        |
| -------- | ----------- | ----------- |
| 2001     | 4           | 0           |
| 通算     | 4           | 0           |

### 出場
| # | 開催日         | 開催地 | 会場 | 相手   | 結果 | 監督     | 大会            |
| - | -------------- | ------ | ---- | ------ | ---- | -------- | --------------- |
| 1 | 2001年08月05日 | 江陵   |      | 中国   | △2-2 | 池田司信 | 極東4ヶ国対抗戦 |
| 2 | 2001年09月07日 | シカゴ |      | ドイツ | ●0-1 | 池田司信 | ナイキカップ    |
| 3 | 2001年09月09日 | シカゴ |      | 中国   | ●0-3 | 池田司信 | ナイキカップ    |
| 4 | 2001年12月14日 | 台北   |      | 韓国   | ○2-1 | 池田司信 | アジア選手権    |

## 文献
1. 1 2  日本サッカー協会
2. ↑  50の質問 土橋優貴 浦和レッズレディース公式サイト 2010.5.4 04:39 (UTC) 閲覧
3. ↑  FORZA SHIKOKU 土橋優貴 第2回 男子に混じって気持ちで負けないプレーを ninomiyasports.com 2000.11.9付記事
4. 1 2  
“FORZA SHIKOKU 土橋優貴 第1回 レッズで念願の初優勝!”.   ninomiyasports.com (2009年11月2日). 2010年5月7日閲覧。
5. ↑  日本女子代表 全試合記録 (PDF) JFA公式サイト2010.5.7 03:51 (UTC) 閲覧
6. ↑  浦和レディース大量引退　代表の矢野ら デイリースポーツ 2013.1.17付記事
7. ↑  日本サッカー協会